# Остапенко, Николай Андреевич
Николай Андреевич Остапенко (20.10.1943 — 23.08.2020) — российский учёный в области аэродинамики, доктор физико-математических наук, профессор кафедры аэромеханики и газовой динамики МГУ.

## Биография
Родился 20 октября 1943 г. в Днепропетровске.
В 1966 г. с отличием окончил механико-математический факультет МГУ. Работал в Научно-исследовательском институте механики МГУ: старший лаборант, младший научный сотрудник, с 1966 старший научный сотрудник Лаборатории гиперзвуковой аэродинамики, с 27 октября 2001 заместитель директора НИИ. Также с 1 января 2013 г. одновременно заведующий лабораторией гиперзвуковой аэродинамики.
По совместительству с 1972 года преподавал на кафедрах гидромеханики и аэромеханики и газовой динамики механико-математического факультета МГУ, с 1993 г. читал спецкурс «Оптимальные аэродинамические формы», руководил работами студентов-дипломников и аспирантов.

## Научные интересы
- теория сверхзвуковых конических течений газа,
- взаимодействие ударных волн с пограничным слоем,
- аэродинамика пространственных тел и крыльев при сверх — и гиперзвуковых скоростях,
- проникание и динамика тел в плотных средах,
- задачи оптимального профилирования.

Кандидат физико-математических наук (1974, тема диссертации: «Некоторые задачи гиперзвуковых пространственных течений газа»), доктор физико-математических наук (1995, тема диссертации: «Аэродинамика и проникание оптимальных пространственных форм»).

## Награды и премии
Лауреат премии имени М. В. Ломоносова второй степени за цикл работ «Аэродинамика звездообразных тел при сверхзвуковых скоростях» (1980, совместно с А. Л. Гонором). Награждён 3 медалями Федерации космонавтики РФ. Соавтор научного открытия в области механики высокоскоростного удара (1990, совместно с Г. Г. Черным, А. Л. Гонором и др.).

## Сочинения
- Оптимальные формы тел, двигающихся в плотных средах. ВлаДар, 1997, Хр.изд-во Москва, 103 с.
- Гонор А. Л., Зубин М. А., Остапенко Н. А. Применение лазеров в оптических методах экспериментальной аэродинамики. 1982. Московский государственный университет, Москва, 52 с.
- Режимы сверхзвукового обтекания V-образных крыльев // Труды Математического института им. В. А. Стеклова. 1998. Т. 223. С. 238—247.
- The conical wing in hypersonic flow // Lecture Notes in Physics. Springer-Verlag. 1971. V.8. P.320-334. (Co-auth. A.L. Gonor)